# Giải bóng đá Hạng Ba Quốc gia 2010
Giải bóng đá hạng Ba toàn quốc 2010 là mùa giải thứ sáu của giải bóng đá hạng cao thứ 4 trong hệ thống vô địch giải bóng đá Việt Nam (sau V-League, Hạng nhất và Hạng nhì) do Liên đoàn bóng đá Việt Nam tổ chức hàng năm. Giải bóng đá hạng Ba toàn Quốc năm 2010 chính thức khởi tranh giải đấu bắt đầu từ 22/10/2010 đến 14/11/2010, với sự tham dự của 19 đội bóng khắp nơi trên cả nước.

## Thể lệ
Giải bóng đá hạng Ba toàn quốc năm 2010 đã thu hút sự tham dự của tổng cộng 19 đội bóng đại diện cho các Tỉnh, Thành, Ngành trên cả nước. Căn cứ theo vị trí địa lý, 19 đội bóng dự giải được chia làm 4 bảng, cụ thể như sau:
- Bảng A: Do Sở VHTT&DL Vĩnh Phúc và CLB Đào Hà Vĩnh Phúc làm bảng trưởng, chọn một đội vào Vòng chung kết, gồm 5 đội: Đào Hà Vĩnh Phúc, Hòa Phát Hà Nội, Viettel, V&V United và Yên Bái.
- Bảng B (do Sở VHTT&DL Phú Yên làm bảng trưởng) chọn một đội vào Vòng chung kết, gồm 5 đội cụ thể như sau: Phú Yên, Hà Tĩnh, Kontum, Thanh Hóa và Thành Thành Khánh Hòa.
- Bảng C (do Sở VH-TT-DL Bà Rịa Vũng Tàu làm bảng trưởng) chỉ còn 6 đội tham dự là: DIC Bà Rịa – Vũng Tàu, Bến Tre, Kontum, Trẻ TDC Bình Dương, Bình Phước.
- Bảng D: Do Sở VHTT&DL Thành phố Hồ Chí Minh và Trung tâm TDTT Thống Nhất làm bảng trưởng, chọn một đội vào Vòng chung kết, gồm 5 đội: FC Thống Nhất, Đồng Tâm Long An, Kiên Giang, Vĩnh Long, XSKT Cần Thơ.[4]

Theo điều lệ Giải, các đội sẽ thi đấu vòng tròn 1 lượt tại mỗi bảng chọn 4 đội dẫn đầu tại mỗi bảng vào thi đấu tại Bán kết. 2 đội giành chiến thắng tại vòng chung kết xếp đồng hạng nhất và giành quyền thi đấu tại giải hạng Nhì Quốc gia năm 2011.
Theo kế hoạch, Vòng loại sẽ kết thúc vào ngày 4/11/2010. Vòng chung kết diễn ra từ 12-14/11/2010. Địa điểm tổ chức Vòng chung kết do LĐBĐVN quyết định.

## Lịch thi đấu và kết quả

### Bảng A
| Ngày       | Đội 1           | Tỷ số | Đội 2           |
| ---------- | --------------- | ----- | --------------- |
| 22/10/2010 | Đào Hà VP       | 3-1   | Yên Bái         |
| 23/10/2010 | Viettel         | 1-2   | V&V Bảo Quân    |
| 25/10/2010 | V&V Bảo Quân    | 2-1   | Hòa Phát Hà Nội |
| 26/10/2010 | Yên Bái         | 0-2   | Viettel         |
| 28/10/2010 | Viettel         | 2-2   | Đào Hà VP       |
| 29/10/2010 | Yên Bái         | 1-6   | Hòa Phát Hà Nội |
| 31/10/2010 | Hòa Phát Hà Nội | 2-0   | Viettel         |
| 1/11/2010  | Đào Hà VP       | 2-1   | V&V Bảo Quân    |
| 3/11/2010  | V&V Bảo Quân    | 6-1   | Yên Bái         |
| 4/11/2010  | Hòa Phát Hà Nội | 1-1   | Đào Hà VP       |

| Xếp hạng chung cuộc Bảng A - Giải hạng Ba Quốc gia năm 2010 | Xếp hạng chung cuộc Bảng A - Giải hạng Ba Quốc gia năm 2010 | Xếp hạng chung cuộc Bảng A - Giải hạng Ba Quốc gia năm 2010 | Xếp hạng chung cuộc Bảng A - Giải hạng Ba Quốc gia năm 2010 | Xếp hạng chung cuộc Bảng A - Giải hạng Ba Quốc gia năm 2010 | Xếp hạng chung cuộc Bảng A - Giải hạng Ba Quốc gia năm 2010 | Xếp hạng chung cuộc Bảng A - Giải hạng Ba Quốc gia năm 2010 | Xếp hạng chung cuộc Bảng A - Giải hạng Ba Quốc gia năm 2010 |
| ----------------------------------------------------------- | ----------------------------------------------------------- | ----------------------------------------------------------- | ----------------------------------------------------------- | ----------------------------------------------------------- | ----------------------------------------------------------- | ----------------------------------------------------------- | ----------------------------------------------------------- |
| TT                                                          | Đội                                                         | Trận                                                        | Thắng                                                       | Hòa                                                         | Thua                                                        | Hiệu số                                                     | Điểm                                                        |
| 1                                                           | V&V Bảo Quân                                                | 4                                                           | 3                                                           | 0                                                           | 1                                                           | 11-5                                                        | 9                                                           |
| 2                                                           | Đào Hà Vĩnh Phúc                                            | 4                                                           | 2                                                           | 2                                                           | 0                                                           | 8-5                                                         | 8                                                           |
| 3                                                           | Hòa Phát Hà Nội B                                           | 4                                                           | 2                                                           | 1                                                           | 1                                                           | 10-4                                                        | 7                                                           |
| 4                                                           | Viettel B                                                   | 4                                                           | 1                                                           | 1                                                           | 2                                                           | 5-6                                                         | 4                                                           |
| 5                                                           | Yên Bái                                                     | 4                                                           | 0                                                           | 0                                                           | 4                                                           | 3-17                                                        | 0                                                           |

### Bảng B
| Ngày       | Đội 1                 | Tỷ số | Đội 2                 |
| ---------- | --------------------- | ----- | --------------------- |
| 22/10/2010 | Phú Yên               | 2-0   | Thành Thành Khánh Hoà |
| 24/10/2010 | Thành Thành Khánh Hoà | 3-1   | Kon Tum               |
| 26/10/2010 | Phú Yên               | 0-0   | Kon Tum               |

| Xếp hạng chung cuộc Bảng B - Giải hạng Ba Quốc gia năm 2010 | Xếp hạng chung cuộc Bảng B - Giải hạng Ba Quốc gia năm 2010 | Xếp hạng chung cuộc Bảng B - Giải hạng Ba Quốc gia năm 2010 | Xếp hạng chung cuộc Bảng B - Giải hạng Ba Quốc gia năm 2010 | Xếp hạng chung cuộc Bảng B - Giải hạng Ba Quốc gia năm 2010 | Xếp hạng chung cuộc Bảng B - Giải hạng Ba Quốc gia năm 2010 | Xếp hạng chung cuộc Bảng B - Giải hạng Ba Quốc gia năm 2010 | Xếp hạng chung cuộc Bảng B - Giải hạng Ba Quốc gia năm 2010 |
| ----------------------------------------------------------- | ----------------------------------------------------------- | ----------------------------------------------------------- | ----------------------------------------------------------- | ----------------------------------------------------------- | ----------------------------------------------------------- | ----------------------------------------------------------- | ----------------------------------------------------------- |
| TT                                                          | Đội                                                         | Trận                                                        | Thắng                                                       | Hòa                                                         | Thua                                                        | Hiệu số                                                     | Điểm                                                        |
| 1                                                           | Phú Yên                                                     | 2                                                           | 1                                                           | 1                                                           | 0                                                           | 2-0                                                         | 4                                                           |
| 2                                                           | Thành Thành Khánh Hoà                                       | 2                                                           | 1                                                           | 0                                                           | 1                                                           | 3-3                                                         | 3                                                           |
| 3                                                           | Kon Tum                                                     | 2                                                           | 0                                                           | 1                                                           | 1                                                           | 1-3                                                         | 1                                                           |

### Bảng C
| Ngày       | Đội 1          | Tỷ số | Đội 2          |
| ---------- | -------------- | ----- | -------------- |
| 22/10/2010 | Bình Phước     | 1-1   | TDC Bình Dương |
| 23/10/2010 | Bến Tre        | 2-0   | Khánh Hoà      |
| 25/10/2010 | Khánh Hoà      | 2-0   | Vũng Tàu       |
| 26/10/2010 | TDC Bình Dương | 1-0   | Bến Tre        |
| 28/10/2010 | Bến Tre        | 1-2   | Bình Phước     |
| 29/10/2010 | TDC Bình Dương | 2-2   | Vũng Tàu       |
| 31/10/2010 | Vũng Tàu       | 0-2   | Bến Tre        |
| 1/11/2010  | Bình Phước     | 2-1   | Khánh Hoà      |
| 3/11/2010  | Khánh Hoà      | 1-0   | TDC Bình Dương |
| 4/11/2010  | Vũng Tàu       | 0-1   | Bình Phước     |

| Xếp hạng chung cuộc Bảng C - Giải hạng Ba Quốc gia năm 2010 | Xếp hạng chung cuộc Bảng C - Giải hạng Ba Quốc gia năm 2010 | Xếp hạng chung cuộc Bảng C - Giải hạng Ba Quốc gia năm 2010 | Xếp hạng chung cuộc Bảng C - Giải hạng Ba Quốc gia năm 2010 | Xếp hạng chung cuộc Bảng C - Giải hạng Ba Quốc gia năm 2010 | Xếp hạng chung cuộc Bảng C - Giải hạng Ba Quốc gia năm 2010 | Xếp hạng chung cuộc Bảng C - Giải hạng Ba Quốc gia năm 2010 | Xếp hạng chung cuộc Bảng C - Giải hạng Ba Quốc gia năm 2010 |
| ----------------------------------------------------------- | ----------------------------------------------------------- | ----------------------------------------------------------- | ----------------------------------------------------------- | ----------------------------------------------------------- | ----------------------------------------------------------- | ----------------------------------------------------------- | ----------------------------------------------------------- |
| TT                                                          | Đội                                                         | Trận                                                        | Thắng                                                       | Hòa                                                         | Thua                                                        | Hiệu số                                                     | Điểm                                                        |
| 1                                                           | Bình Phước                                                  | 4                                                           | 3                                                           | 1                                                           | 0                                                           | 6-3                                                         | 10                                                          |
| 2                                                           | Bến Tre                                                     | 4                                                           | 2                                                           | 0                                                           | 2                                                           | 5-3                                                         | 6                                                           |
| 3                                                           | Khánh Hoà B                                                 | 4                                                           | 2                                                           | 0                                                           | 2                                                           | 4-4                                                         | 6                                                           |
| 4                                                           | TDC Bình Dương B                                            | 4                                                           | 1                                                           | 2                                                           | 1                                                           | 4-4                                                         | 5                                                           |
| 5                                                           | Bà Rịa Vũng Tàu B                                           | 4                                                           | 0                                                           | 1                                                           | 3                                                           | 2-7                                                         | 1                                                           |

### Bảng D
| Ngày       | Đội 1            | Tỷ số | Đội 2            |
| ---------- | ---------------- | ----- | ---------------- |
| 26/10/2010 | Đồng Tâm Long An | 1-1   | Vĩnh Long        |
| 27/10/2010 | XSKT Cần Thơ     | 2-1   | FC Thống Nhất 08 |
| 29/10/2010 | Vĩnh Long        | 3-0   | XSKT Cần Thơ     |
| 30/10/2010 | FC Thống Nhất 08 | 1-0   | Đồng Tâm Long An |
| 1/11/2010  | Đồng Tâm Long An | 1-0   | XSKT Cần Thơ     |
| 1/11/2010  | FC Thống Nhất 08 | 2-0   | Vĩnh Long        |

| Xếp hạng chung cuộc Bảng D - Giải hạng Ba Quốc gia năm 2010 | Xếp hạng chung cuộc Bảng D - Giải hạng Ba Quốc gia năm 2010 | Xếp hạng chung cuộc Bảng D - Giải hạng Ba Quốc gia năm 2010 | Xếp hạng chung cuộc Bảng D - Giải hạng Ba Quốc gia năm 2010 | Xếp hạng chung cuộc Bảng D - Giải hạng Ba Quốc gia năm 2010 | Xếp hạng chung cuộc Bảng D - Giải hạng Ba Quốc gia năm 2010 | Xếp hạng chung cuộc Bảng D - Giải hạng Ba Quốc gia năm 2010 | Xếp hạng chung cuộc Bảng D - Giải hạng Ba Quốc gia năm 2010 |
| ----------------------------------------------------------- | ----------------------------------------------------------- | ----------------------------------------------------------- | ----------------------------------------------------------- | ----------------------------------------------------------- | ----------------------------------------------------------- | ----------------------------------------------------------- | ----------------------------------------------------------- |
| TT                                                          | Đội                                                         | Trận                                                        | Thắng                                                       | Hòa                                                         | Thua                                                        | Hiệu số                                                     | Điểm                                                        |
| 1                                                           | FC Thống Nhất 08                                            | 3                                                           | 2                                                           | 0                                                           | 1                                                           | 4-2                                                         | 6                                                           |
| 2                                                           | Vĩnh Long                                                   | 3                                                           | 1                                                           | 1                                                           | 1                                                           | 4-3                                                         | 4                                                           |
| 3                                                           | Đồng Tâm Long An B                                          | 3                                                           | 1                                                           | 1                                                           | 1                                                           | 2-2                                                         | 4                                                           |
| 4                                                           | XSKT Cần Thơ B                                              | 3                                                           | 1                                                           | 0                                                           | 2                                                           | 2-5                                                         | 3                                                           |

## Vòng chung kết
| V&V Bảo Quân                                                         | 1–1 (1–4, pen.) | Phú Yên                                       |
| -------------------------------------------------------------------- | --------------- | --------------------------------------------- |
| Ngô Quốc Văn (21) 28' · Hà Công Sơn (18) 30' · Đào Duy Hưng (22) 84' | Chi tiết        | Nguyễn Ngọc Bình (9) 57' · Bùi Tuấn Trung 66' |

| Bình Phước                                                        | 1 - 1 (4 - 2, pen.) | FC Thống Nhất 08                                                                                    |
| ----------------------------------------------------------------- | ------------------- | --------------------------------------------------------------------------------------------------- |
| Lê Đức Phổ (9) 53' · Lâm Ấn Độ (1) 5' · Huỳnh Quốc Thương (6) 71' | Chi tiết            | Dương Nguyên Khánh (7) 6' · Trần Thế Dũng (6) 15' · Huỳnh Anh Lộc (12) 17' · Trần Thế Cường (4) 48' |

## Tổng kết mùa giải
Giải bóng đá hạng Ba toàn quốc 2010 đã chính thức khép lại với việc xác định được 2 đội giành vé thăng hạng là: Phú Yên và Bình Phước. Hai đội Phú Yên và Bình Phước đồng giải nhất với bảng danh vị và giải thưởng 20.000.000 đ/đội. Hai Câu lạc bộ này sẽ chính thức đá ở giải hạng Nhì mùa giải tới.